# 布賴特靈湖

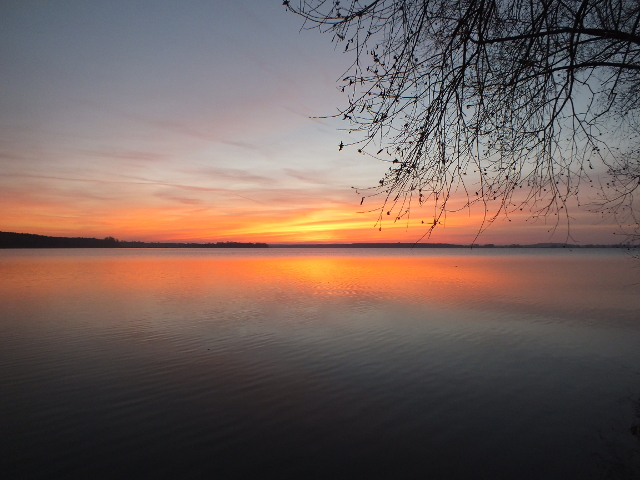

52°23′3.7″N 12°28′40.14″E / 52.384361°N 12.4778167°E
布賴特靈湖（德語：Breitlingsee），是德國的湖泊，位於該國東北部，由勃蘭登堡州負責管轄，處於哈弗爾河畔勃蘭登堡以西，面積5.1平方公里，海拔高度26米，最大水深6米。